# Adolf Fredriks kyrkogård
Adolf Fredriks kyrkogård är en historisk kyrkogård i Stockholm, belägen på Norrmalm kring Adolf Fredriks kyrka. Trots att kyrkan uppfördes först på 1700-talet har kyrkogården använts för begravningar sedan åtminstone 1670-talet, och är äldre än såväl kapellet Sankt Olofs som nuvarande kyrkobyggnaden.

## Historik
Adolf Fredriks kyrkogård är yngre än många av Stockholms äldsta begravningsplatser som Klara kyrkogård eller S:t Johannes kyrkogård, men tillhör ändå stadens historiskt viktiga gravfält. Den anlades i området kring Brunkebergsåsen som ett nytt gravfält för Klara församling efter att denna år 1653 förlorat sin andel i Brunkebergskyrkogården (nuvarande S:t Johannes).
År 1673 beviljade Karl XI tillstånd till uppförandet av ett träkapell på kyrkogården. Kapellet stod färdigt året därpå och kallades Sankt Olofs kapell, inte efter helgonet utan efter rådmannen Olof Larsson som finansierade byggnaden. Namnet lever kvar i Olofsgatan.
Den nuvarande Adolf Fredriks kyrka började byggas 1768 och invigdes 1774, samma år som Gustav III lät skilja området från Klara församling. Församlingen fick samtidigt sitt nuvarande namn.

## Kartesius och det förlorade kraniet
Den franske filosofen René Descartes (latin: Renatus Cartesius) begravdes tillfälligt i Sankt Olofs kapell efter sin död i Stockholm år 1650. Hans kvarlevor fördes senare tillbaka till Frankrike, men enligt traditionen stals hans kranium av en svensk gardeskapten vid namn Israel Planström. Kraniet ska ha passerat flera privata ägare och sålts på auktion innan det slutligen återbördades till Frankrike.
Gustav III lät som kronprins uppföra ett monument över Cartesius i kyrkan, utfört av Johan Tobias Sergel. Monumentet visar en bevingad genius som lyfter ett täckelse från jordklotet och upplyser det med en fackla. Inscriptionen lyder:
Gustavus Pr. Haered. R. S.
Renato Cartesio
Nat. in Gallia 1596
Den. in Svec. 1650
Monum. erexit MDCCLXX

## Kyrkogårdens utveckling
Kyrkogården har genomgått många förändringar. Den ursprungliga kyrkogårdsmuren från 1727 revs 1863, och idag markeras området av rader av smala pyramidpopplar. Ett rikt vägnät korsar området, och trafiken från de omgivande gatorna gör det till en livligt passerad plats.
Vid västra sidan av kyrkogården fanns tidigare ett vackert järngaller från Tessinska palatset, men detta är numera försvunnet.

## Kända gravar
Bland många bemärkta personer som vilar på Adolf Fredriks kyrkogård kan nämnas:
- Johan Tobias Sergel (1740–1814), skulptör
- Thomas Thorild (1759–1808), filosof och skald
- Johan Henric Kellgren (1751–1795), poet
- Thomas Lidner[förtydliga] (1754–1803), dramatiker och poet – en vård rest av Svenska Akademien
- René Descartes (1596–1650), filosof – ursprungligen begravd här
- General Gustaf Wilhelm af Tibell (1772–1832), vars monument restes av Södermanlands och Nerikes nationsförening efter hans upprättelse från förräderimisstankar
- Carl Magnus Litström (1773–1823), bruksägare och riksdagsman – under det mest imposanta monumentet
- Landshövding B. W. Fock (1763–1837)
- Kommerserådet P. G. Filén (1829–1900-talet)
- Bryggareåldermannen Abraham Westman (1753–1802)
- Publicisten J. C. Askelöf (1787–1848)
- Rådmannen Hans Frestadius (1748–1816) med familjegrav
- Familjen Brandelius
- Familjerna Nybkeus, Knigge, m.fl.

## Monument och vårdar
Kyrkogården innehåller ett stort antal minnesvårdar och familjegravar. I sydöstra hörnet, mellan kyrkans murar, står Sergels egen minnesvård. Där finns även vårdar över medlemmar ur familjerna Swahn, Höök och Risbeck.

## Nutida användning
Adolf Fredriks kyrkogård är idag en grön och öppen plats mitt i stadens brus, med ett historiskt och konstnärligt värde. Många turister och stockholmare passerar dagligen förbi eller gör ett uppehåll för att ta del av kulturarvet.

## Bilder

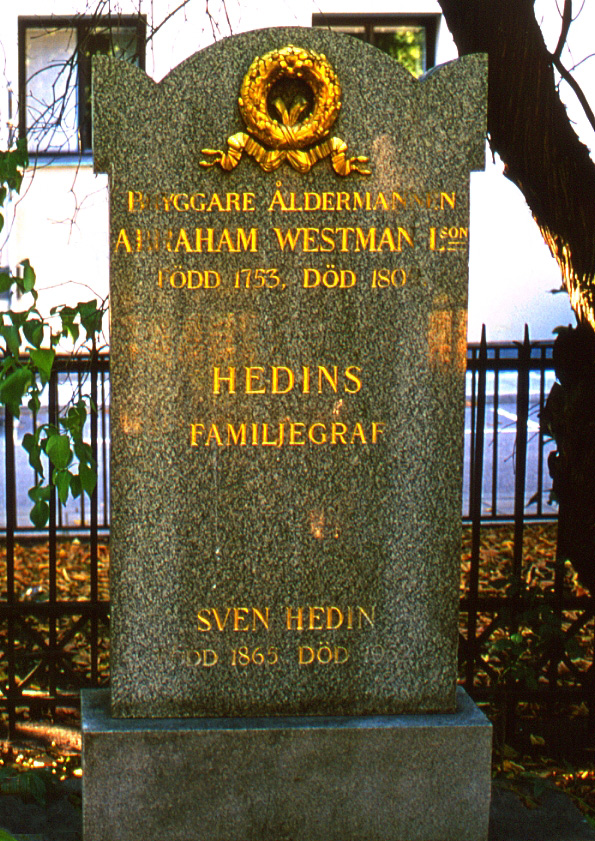
Sven Hedins gravvård.
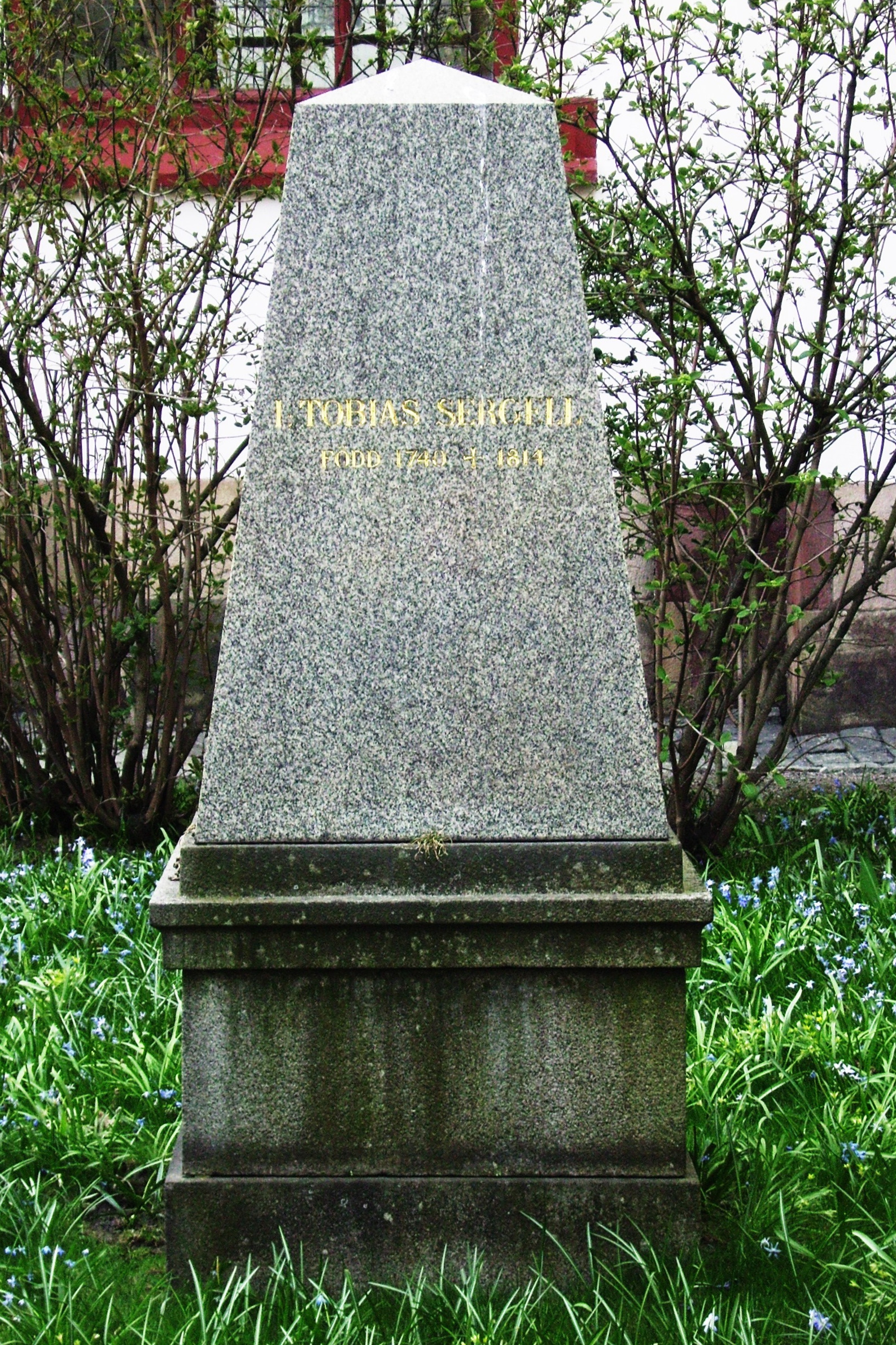
Johan Tobias Sergels gravvård.
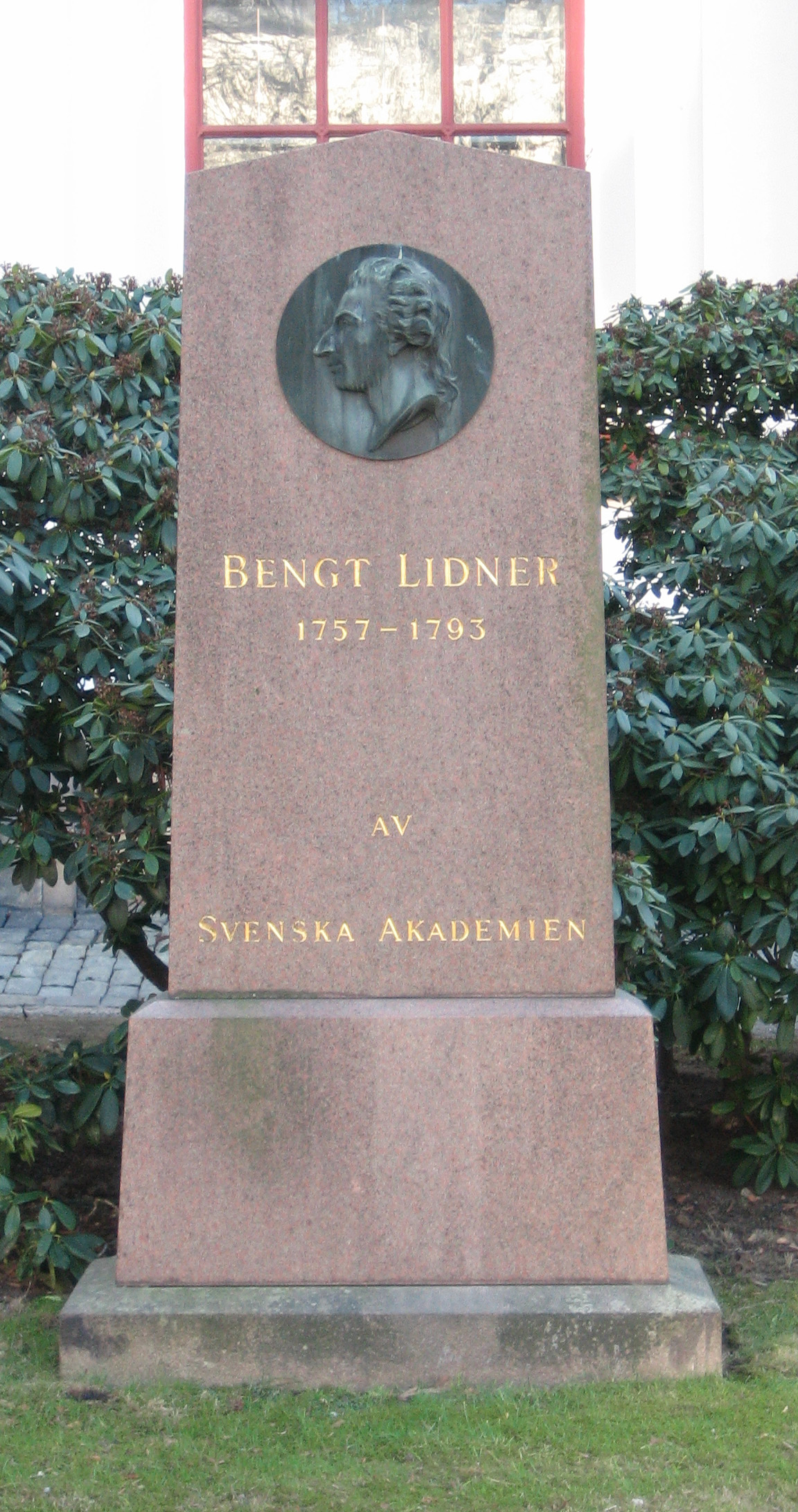
Bengt Lidners gravvård.
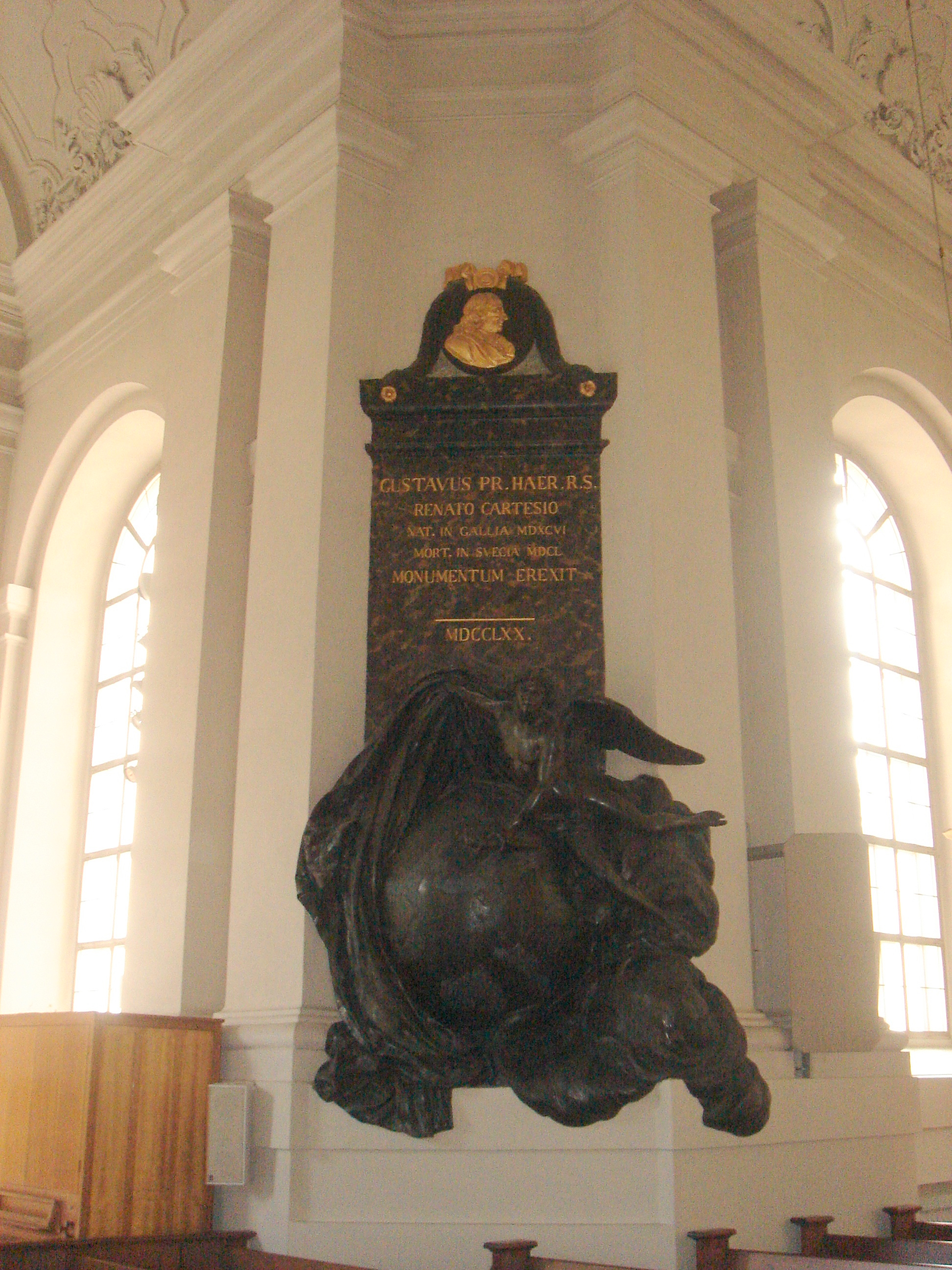
Monument över René Descartes.
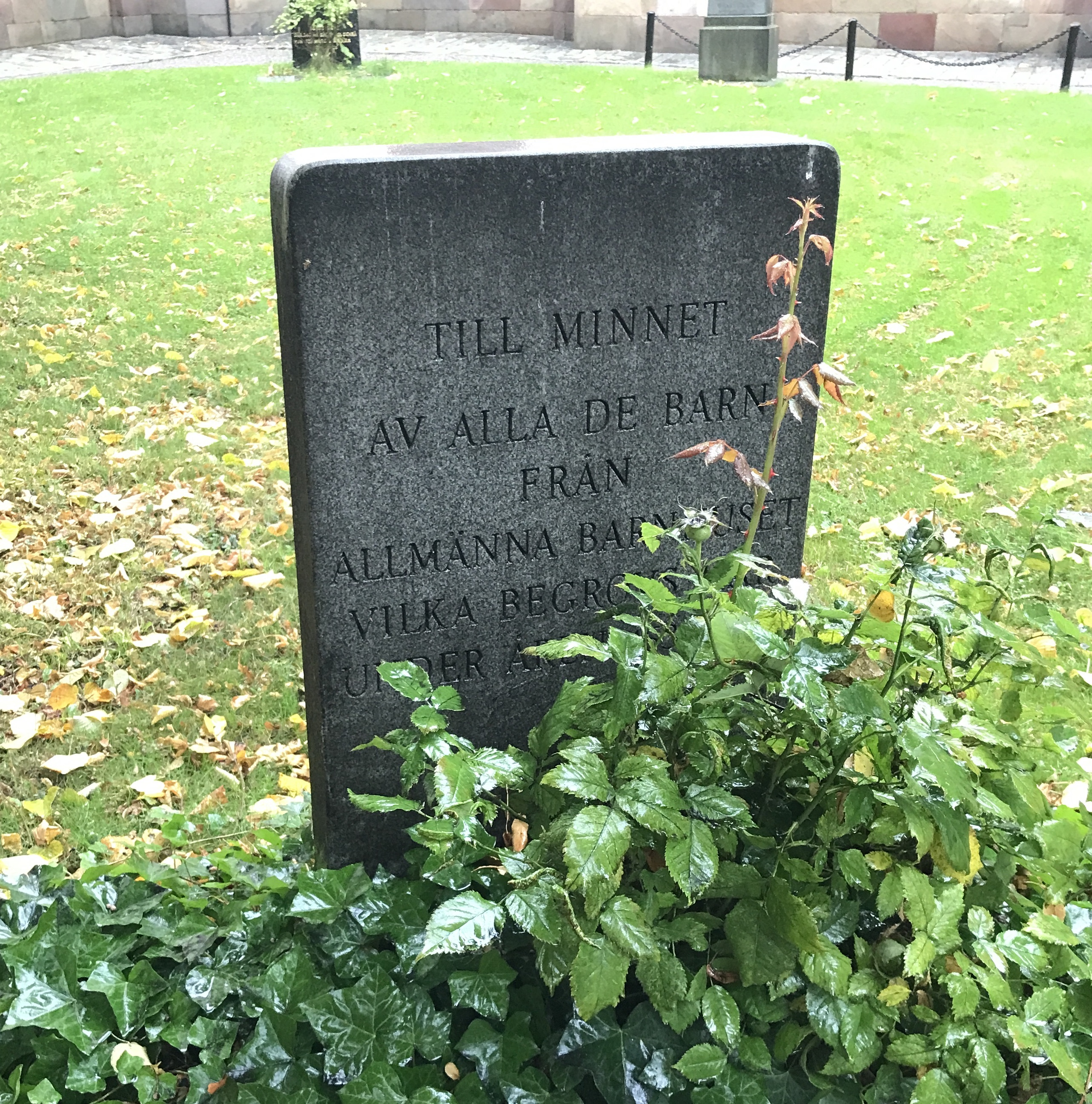
Minnessten över avlidna barn från Allmänna Barnhuset